# Chuang Ho-yun
Chuang Ho-yun (* 22. Januar 1997) ist ein taiwanischer Eishockeyspieler.

## Karriere
Im Juniorenbereich spielte Chuang Ho-yun bei den U18-Weltmeisterschaften 2018 und 2019 sowie bei der U20-Weltmeisterschaft 2020 jeweils in der Division III für Taiwan.
Seinen ersten Einsatz für die taiwanesischen Herren hatte er bei der Olympiaqualifikationen für die Winterspiele in Peking 2022. Danach spielte er bei den Weltmeisterschaften 2022 und 2023, als der erstmalige Aufstieg der Taiwaner in die Division II gelang, in der Division III.

## Erfolge und Auszeichnungen
- 2019 Aufstieg in die Division III, Gruppe A, bei der U18-Weltmeisterschaft der Division III, Gruppe B
- 2023 Aufstieg in die Division II, Gruppe B, bei der Weltmeisterschaft der Division III, Gruppe A